# Vòng loại Cúp bóng đá châu Phi 2025 (Bảng L)
Bảng L của Vòng loại Cúp bóng đá châu Phi 2025 là một trong mười hai bảng đấu sẽ quyết định đội nào đủ điều kiện tham dự vòng chung kết Cúp bóng đá châu Phi 2025 diễn ra tại Maroc. Bảng L bao gồm 4 đội tuyển: Sénégal, Burkina Faso, Malawi và Burundi.
Các đội tuyển sẽ thi đấu với nhau theo thể thức vòng tròn một lượt (sân nhà – sân khách), các trận đấu diễn ra từ tháng 9 đến tháng 11 năm 2024.

## Bảng xếp hạng
| VT | Đội          | ST | T | H | B | BT | BB | HS | Đ  | Giành quyền tham dự |     |     |     |     |     |
| -- | ------------ | -- | - | - | - | -- | -- | -- | -- | ------------------- | --- | --- | --- | --- | --- |
| 1  | Sénégal      | 6  | 5 | 1 | 0 | 10 | 1  | +9 | 16 | Vòng chung kết      |     | —   | 1–1 | 2–0 | 4–0 |
| 2  | Burkina Faso | 6  | 3 | 1 | 2 | 10 | 7  | +3 | 10 | Vòng chung kết      |     | 0–1 | —   | 4–1 | 3–1 |
| 3  | Burundi      | 6  | 1 | 1 | 4 | 4  | 11 | −7 | 4  |                     |     | 0–1 | 0–2 | —   | 0–0 |
| 4  | Malawi       | 6  | 1 | 1 | 4 | 6  | 11 | −5 | 4  |                     | 0–1 | 3–0 | 2–3 | —   |     |

1. 1 2  Điểm đối đầu: Burundi 4; Malawi 1.

## Các trận đấu
| Malawi                        | 2–3      | Burundi                                            |
| ----------------------------- | -------- | -------------------------------------------------- |
| - Kawonga 31' - L. Nkhoma 75' | Chi tiết | - Idana 22' (l.n.) - Girumugisha 33' - Eldhino 87' |

| Sénégal  | 1–1      | Burkina Faso |
| -------- | -------- | ------------ |
| Mané 16' | Chi tiết | Bouda 90+5'  |

| Burundi | 0–1      | Sénégal               |
| ------- | -------- | --------------------- |
|         | Chi tiết | - I. Sarr 71' (ph.đ.) |

| Burkina Faso                             | 3–1      | Malawi          |
| ---------------------------------------- | -------- | --------------- |
| - L. Traoré 35', 38' - Bandé 60' (ph.đ.) | Chi tiết | - Z. Nkhoma 80' |

| Burkina Faso                                  | 4–1      | Burundi         |
| --------------------------------------------- | -------- | --------------- |
| - D. Ouattara 33', 44' - Bansé 34' - Dayo 49' | Chi tiết | - Kanakimana 4' |

| Sénégal                                        | 4–0      | Malawi |
| ---------------------------------------------- | -------- | ------ |
| - Gueye 35' - Mané 68' - Dia 71' - Jackson 77' | Chi tiết |        |

| Burundi | 0–2      | Burkina Faso                          |
| ------- | -------- | ------------------------------------- |
|         | Chi tiết | - Konaté 5' - B. Traoré 90+4' (ph.đ.) |

| Malawi | 0–1      | Sénégal      |
| ------ | -------- | ------------ |
|        | Chi tiết | - Mané 90+6' |

| Burundi | 0–0      | Malawi |
| ------- | -------- | ------ |
|         | Chi tiết |        |

| Burkina Faso | 0–1      | Sénégal    |
| ------------ | -------- | ---------- |
|              | Chi tiết | Diarra 83' |

| Malawi                               | 3–0      | Burkina Faso |
| ------------------------------------ | -------- | ------------ |
| - Mhango 28' - Mbulu 57' - Aaron 62' | Chi tiết |              |

| Sénégal           | 2–0      | Burundi |
| ----------------- | -------- | ------- |
| - Diarra 35', 51' | Chi tiết |         |

## Cầu thủ ghi bàn
Đã có 30 bàn thắng ghi được trong 12 trận đấu, trung bình 2.5 bàn thắng mỗi trận đấu.
3 bàn thắng
- Habib Diarra
- Sadio Mané

2 bàn thắng
- Dango Ouattara
- Lassina Traoré

1 bàn thắng
- Hassane Bandé
- Sacha Bansé
- Ousseni Bouda
- Issoufou Dayo
- Mohamed Konaté
- Bertrand Traoré
- Mokono Eldhino
- Jean-Claude Girumugisha
- Bienvenue Kanakimana
- Lloyd Aaron
- Chawanangwa Kawonga
- Richard Mbulu
- Gabadinho Mhango
- Lanjesi Nkhoma
- Zeliat Nkhoma
- Boulaye Dia
- Pape Gueye
- Nicolas Jackson
- Ismaïla Sarr

1 bàn phản lưới nhà
- Chimwemwe Idana (trong trận gặp Burundi)